# 李存文
李存文（1532年—1576年），字應魁，號曲江，直隸揚州府泰州人，民籍，明朝政治人物。

## 生平
應天府鄉試第二十一名舉人。嘉靖四十四年（1565年）中式乙丑科二甲第二十三名進士。兵部观政，改翰林院庶吉士，隆慶元年（1567年）三月授吏科给事中，八月养病。三年闰六月復除本科，八月升工科右，四年十月升湖广右参议，六年五月以久病廢事被撫按官员弹劾，被勒令致仕。万历四年（1576年）卒。

## 家族
曾祖李安；祖父李紹慶，通判；父李可成，封给事中；母王氏，封孺人。